# Энергетиков (Харьковская область)
Энергетиков (укр. Енергетиків) — село в Бурбулатовском сельском совете Близнюковского района Харьковской области Украины.
Код КОАТУУ — 6320681505. Население по переписи 2001 года составляет 188 (85/103 м/ж) человек.

## Географическое положение
Село Энергетиков примыкает к селу Малиновка, железнодорожная станция Дубово.

## История
- 1956 — дата основания.

## Экономика
- Битумно-асфальтовый завод.